# Cystoderma tuomikoskii
Cystoderma tuomikoskii är en svampart som beskrevs av Harmaja 1979. Enligt Catalogue of Life ingår Cystoderma tuomikoskii i släktet Cystoderma,  och familjen Agaricaceae, men enligt Dyntaxa är tillhörigheten istället släktet Cystoderma,  och familjen Squamanitaceae. Arten är reproducerande i Sverige. Inga underarter finns listade i Catalogue of Life.